# David Vodrážka
David Vodrážka (* 23. března 1971 Praha) je český politik, v letech 2006 až 2010 a opět od roku 2018 zastupitel hlavního města Prahy, od roku 2002 starosta městské části Praha 13, od března 2010 předseda představenstva Dopravního podniku hl. m. Prahy, od května 2010 do srpna 2013 poslanec Poslanecké sněmovny PČR, v němž zastával funkci předsedy zahraničního výboru. V letech 2008 až 2010 byl 1. místopředsedou ODS.
Je jedním z nejdéle sloužících starostů v Praze.

## Vzdělání
Po střední škole pracoval jako elektromechanik, později jako obchodní manažer. Po bakalářském studiu na Univerzitě Hradec Králové absolvoval navazující magisterské studium na Vysoké škole finanční a správní. Studium ukončil závěrečnou zkouškou dne 28. 8. 2006. Diplomovou práci obhájil na téma Evropská ústava.

## Politická kariéra
Od roku 1998 je členem ODS, od roku 2002 starostou Prahy 13. Od roku 2006 do roku 2010 byl zastupitelem hlavního města Prahy a 1. místopředsedou klubu ODS na magistrátu. V období od 7. prosince 2008 do 20. června 2010 byl dokonce 1. místopředsedou ODS.
V komunálních volbách v roce 2018 byl zvolen zastupitelem hlavního města Prahy, když kandidoval na 8. místě kandidátky ODS. Zároveň obhájil také post zastupitele městské části Praha 13, kde byl lídrem kandidátky ODS.
V komunálních volbách v roce 2022 obhájil z pozice člena ODS na kandidátce koalice SPOLU (tj. ODS, TOP 09 a KDU-ČSL) post zastupitele hlavního města Prahy. Byl též zvolen zastupitelem městské části Praha 13, a to jako lídr kandidátky ODS. Obhájil též post starosty městské části Praha 13.

## Příhody spojené s Davidem Vodrážkou
Do širšího povědomí veřejnosti se podle Novinek.cz dostal tím, že novou budovu Národní knihovny navrženou Janem Kaplickým označil za chrchel: „Chvilková ostuda u úzké skupiny lidí nám stojí za to, aby, dejme tomu, nad Prahou nevznikl jakýsi chrchel.“ Dále se do povědomí dostal začátkem října 2009, kdy v rozhovoru pro Frekvenci 1 na dotaz moderátora jakožto první místopředseda ODS podpořil myšlenku svého spolustraníka, ministra spravedlnosti Jiřího Pospíšila, aby kvůli zrušeným volbám stát přiznal stranám odškodnění milionových ztrát za zbytečnou předvolební kampaň, a prohlásil, že ODS takový nárok uplatní. Později své tvrzení poopravil, prý chtěl jen o tom nastínit akademickou diskusi. Předseda ODS Mirek Topolánek upřesnil, že nejde o stanovisko ODS. Po Topolánkově vyjádření se další členové vedení ODS vyjadřovali proti odškodnění a řekli, že o takovém návrhu vedení strany nikdy nejednalo.
Od 1. prosince 2006 byl předsedou dopravního výboru Zastupitelstva hl. m. Prahy. Od 14. března 2007 byl členem představenstva Dopravního podniku hl. m. Prahy a. s., 29. března 2010 jej představenstvo zvolilo svým předsedou místo Radovana Šteinera. Do 24. května 2013 působil jako místopředseda dozorčí rady DP.